# Campeonato Piauiense 2013
In 2013 werd het 73ste Campeonato Piauiense gespeeld voor voetbalclubs uit de Braziliaanse staat Piauí. De competitie werd georganiseerd door de FFP en werd gespeeld van 26 januari tot 19 mei. Parnahyba werd kampioen.

## Eerste fase
| Plaats | Club       | Wed. | W | G | V | Saldo | Ptn. |
| ------ | ---------- | ---- | - | - | - | ----- | ---- |
| 1.     | Ríver      | 14   | 8 | 3 | 3 | 20:15 | 27   |
| 2.     | Parnahyba  | 14   | 6 | 4 | 4 | 22:19 | 22   |
| 3.     | Flamengo   | 14   | 5 | 7 | 2 | 19:13 | 22   |
| 4.     | Piauí      | 14   | 4 | 6 | 4 | 19:25 | 18   |
| 5.     | 4 de Julho | 14   | 5 | 2 | 7 | 22:20 | 17   |
| 6.     | Cori-Sabbá | 14   | 4 | 4 | 6 | 20:21 | 16   |
| 7.     | Picos      | 14   | 3 | 4 | 7 | 23:24 | 13   |
| 8.     | Barras (1) | 14   | 4 | 4 | 6 | 18:26 | 10   |

 (1): Barras kreeg zes strafpunten voor het opstellen van een niet-speelgerechtigde speler, deze werden pas op 28 mei, toen de competitie al afgelopen was afgenomen.  
|  | Geplaatst voor tweede fase |

### Tweede fase
In geval van gelijkspel werden er verlengingen gespeeld, tussen haakjes weergegeven. Als de stand dan nog gelijk was won de club met het beste resultaat in de competitie. 
|  | Halve finale | Halve finale | Halve finale |   |           | Finale | Finale | Finale |
|  |              |              |              |   |           |        |        |        |
|  | Flamengo     | 2            | 1 (0)        |   |           |        |        |        |
|  | Parnahyba    | 0            | 3 (1)        |   |           |        |        |        |
|  | Parnahyba    | 0            | 3 (1)        |   | Parnahyba | 1      | 2      |        |
|  |              |              |              |   | Parnahyba | 1      | 2      |        |
|  |              | Ríver        | 0            | 2 |           |        |        |        |
|  | Piauí        | Ríver        | 0            | 2 | 1         | 2 (0)  |        |        |
|  | Piauí        |              |              |   | 1         | 2 (0)  |        |        |
|  | Ríver        | 2            | 1 (0)        |   |           |        |        |        |

Details finale
|             |             |       |       |                             |
| 12 mei Heen | Parnahyba   | 1 – 3 | Ríver | Estádio Mão Santa, Parnaíba |
| 12 mei Heen | Luciano 35' |       |       | Estádio Mão Santa, Parnaíba |

|              |                        |       |                               |                                                         |
| 19 mei Terug | Ríver                  | 0 – 1 | Parnahyba                     | Estádio Lindolfo Monteiro, Teresina Toeschouwers: 4.882 |
| 19 mei Terug | Kamar 10' Jeferson 39' |       | 53' Gilmar Baiano 87' Fabinho | Estádio Lindolfo Monteiro, Teresina Toeschouwers: 4.882 |

### Kampioen
| Campeonato Piauiense de 2013  |
| Piaui                         |
| ----------------------------- |
| PARNAHYBA Kampioen (5° titel) |